# Carne de Porco Alentejano
A Carne de Porco Alentejano DOP é um produto de origem portuguesa com Denominação de Origem Protegida pela União Europeia (UE) desde 5 de abril de 2003.

## Agrupamento gestor
O agrupamento gestor da denominação de origem protegida "Carne de Porco Alentejano" é a ACPA - Associação de Criadores de Porco Alentejano.